# En dansk højskole - også i Europa
|  | Denne artikel er oprettet af botten Steenthbot ud fra en ekstern database. Den kan derfor have sproglige fejl eller mangler. Denne skabelon kan fjernes efter kontrol af indholdet. |

En dansk højskole - også i Europa er en dansk dokumentarfilm fra 1985 instrueret af Tue Ritzau.